# اندازه لبگ
اندازه لبگ (به انگلیسی: Lebesgue measure) در نظریه اندازه، بعد از دانشمند فرانسوی هنری لبگ، مطرح شد. این اندازه روش معروفی برای نسبت دادن اندازه به مجموعه اعداد حقیقی (دستگاه مختصات دکارتی در n بعد) است.
معمولاً این اندازه با dx نشان داده می‌شود. باید توجه کرد که این نماد را با المان حجم اشتباه نکرد.